# Burusmygsångare
Burusmygsångare (Locustella disturbans) är en fågel i familjen gräsfåglar inom ordningen tättingar.

## Utbredning och systematik
Fågeln förekommer enbart på ön Buru i ögruppen Moluckerna i Indonesien. Den behandlas som monotypisk, det vill säga att den inte delas in i några underarter. Tidigare behandlades den som underart till Locustella castanea, men urskiljs som egen art efter studier från 2020.

## Status
Arten har ett begränsat utbredningsområde och beståndet är globalt sett relativt litet, uppskattat till mellan 14 000 och 28 000 vuxna individer. Inget tyder dock på att den minskar i antal. IUCN kategoriserar den som livskraftig.